# Związek Jedności Ludowej Kazachstanu
Związek Jedności Ludowej Kazachstanu (kaz. Қазақстан халық бірлігі одағы, Kazakstan chałyk byrlygy odagy; ros. Союз народного единства Казахстана, Sojuz narodnogo jedinstwa Kazachstana) – rozwiązana kazachska centrowa partia polityczna z siedzibą w Ałmaty. W latach 1994–1999 była partią rządzącą, 1 marca 1999 została włączona do nowo powstałej partii Otan.

## Wyniki w wyborach do parlamentu
| Data              | Liczba miejsc | Pozycja             |
| ----------------- | ------------- | ------------------- |
| 7 marca 1994      | 33/177        | Rząd mniejszościowy |
| 9/23 grudnia 1995 | 25/77         | Rząd mniejszościowy |